# Klaverkers
Klaverkers (Cardamine trifolia) is een plantensoort uit de kruisbloemenfamilie. De soort komt voor in de bergachtige gebieden van Midden-Europa en groeit daar op schaduwrijke plekken in beukenbossen en gemengde bossen met beuken en naaldbomen.

## Kenmerken
Cardamine trifolia is een groenblijvende, meerjarige, kruidachtige bosplant met rechtopstaande bloemstengels die een hoogte van ongeveer 10 tot 27 centimeter bereiken. De bloemstengels zijn kaal of hebben soms een klein drievoudig blad. De bladstelen groeien niet aan de bloemstengel maar uit de wortelstok. Het blad lijkt op een klaverblad en is samengesteld uit drie donkergroene blaadjes die afgerond ruitvormig of rondachtig zijn. De blaadjes zijn allemaal even groot en 1 tot 2 cm lang. Oudere bladeren en ook de bladstengels verkleuren naar paars-groen. De plant krijgt korte uitlopers en vormt daarmee een laag bladtapijt.
De bloeiwijze van de plant is een ijle bloemtros met 10 tot 20 tweeslachtige bloemen. De bloemen bestaan uit vier witte (of lichtroze) bloembladen die 7 tot 11 millimeter lang zijn. De meeldraden zijn geel. De plant bloeit van maart tot mei.

## Afbeeldingen

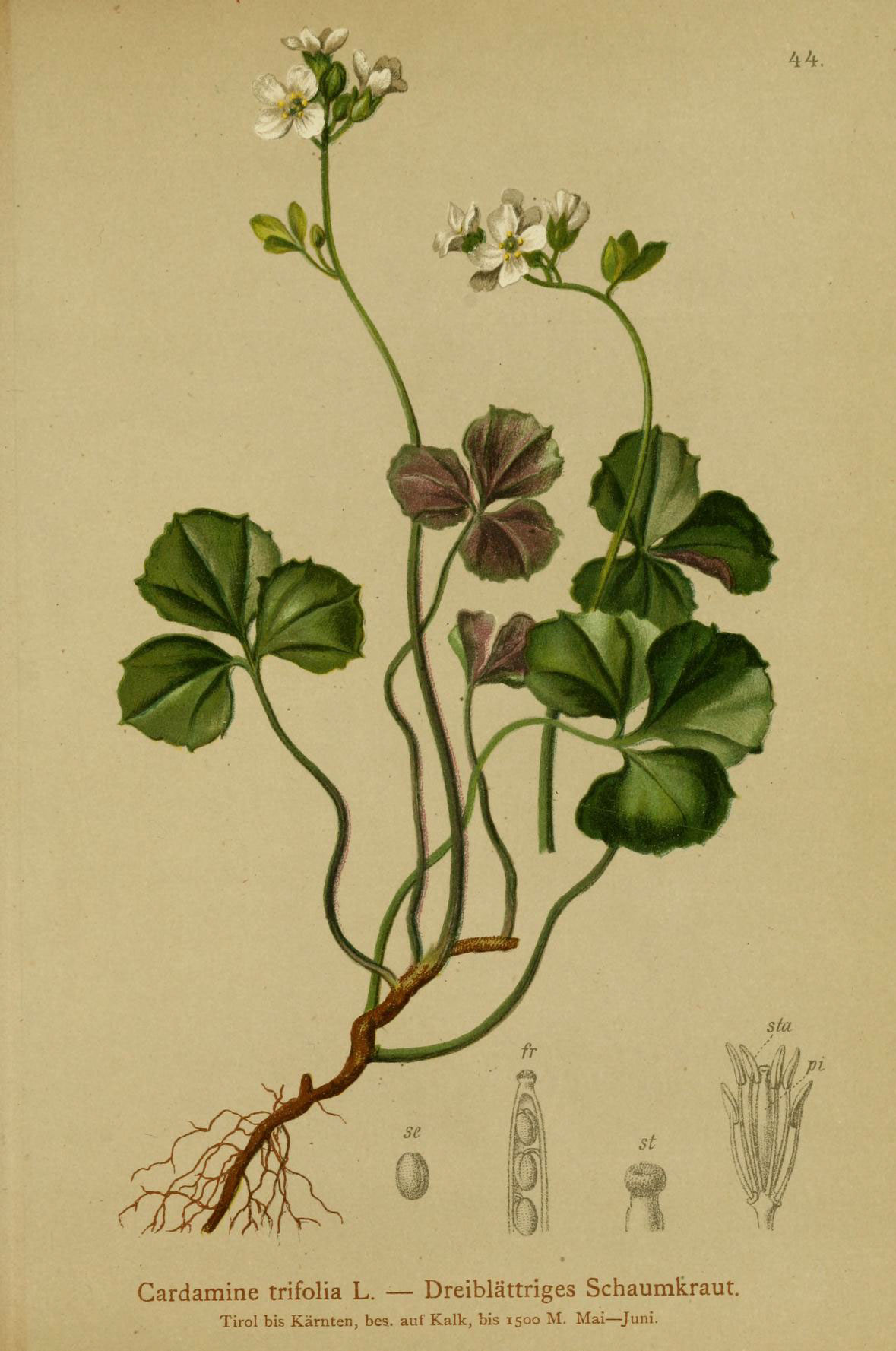
Botanische tekening
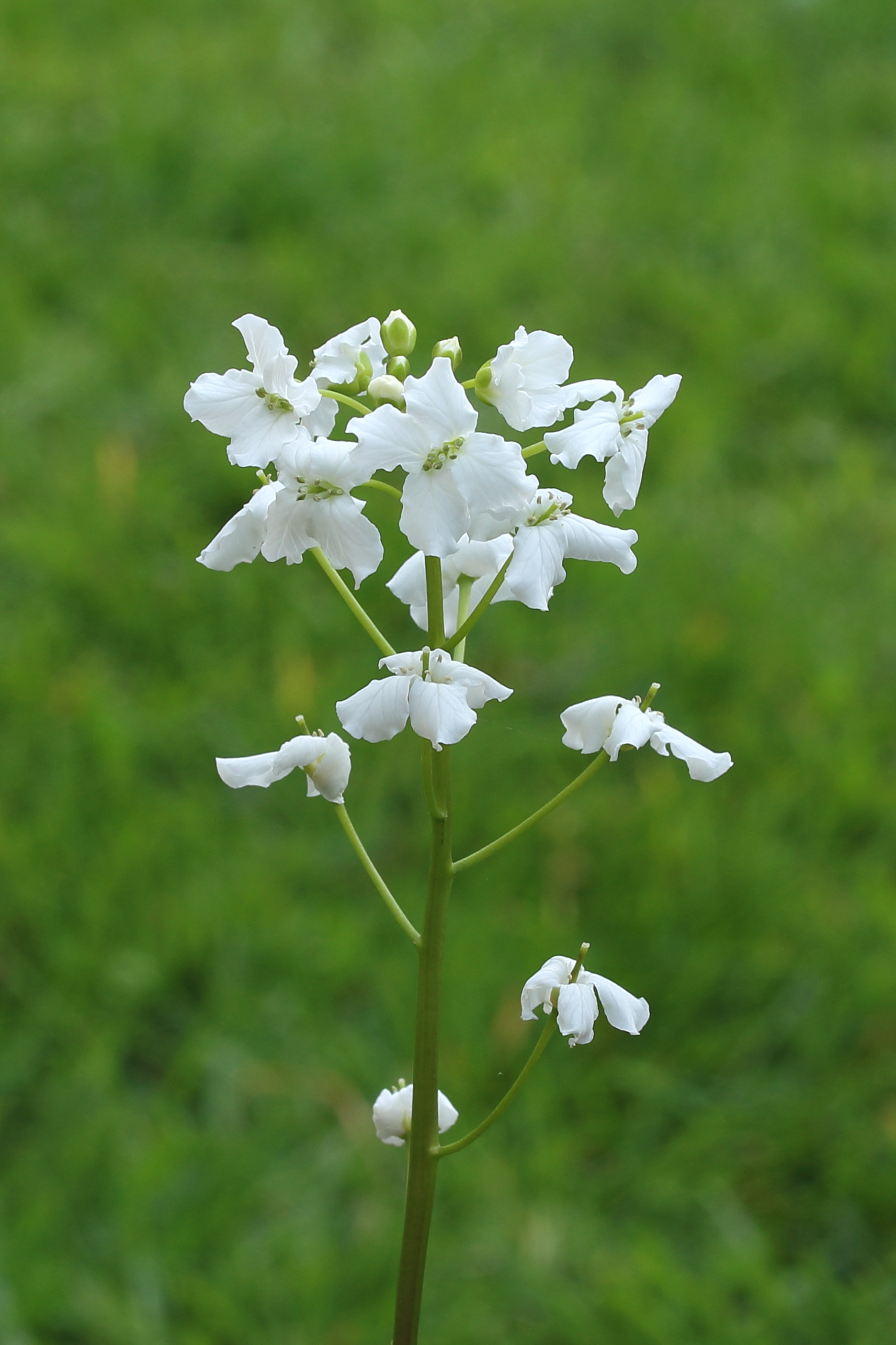
Bloemen
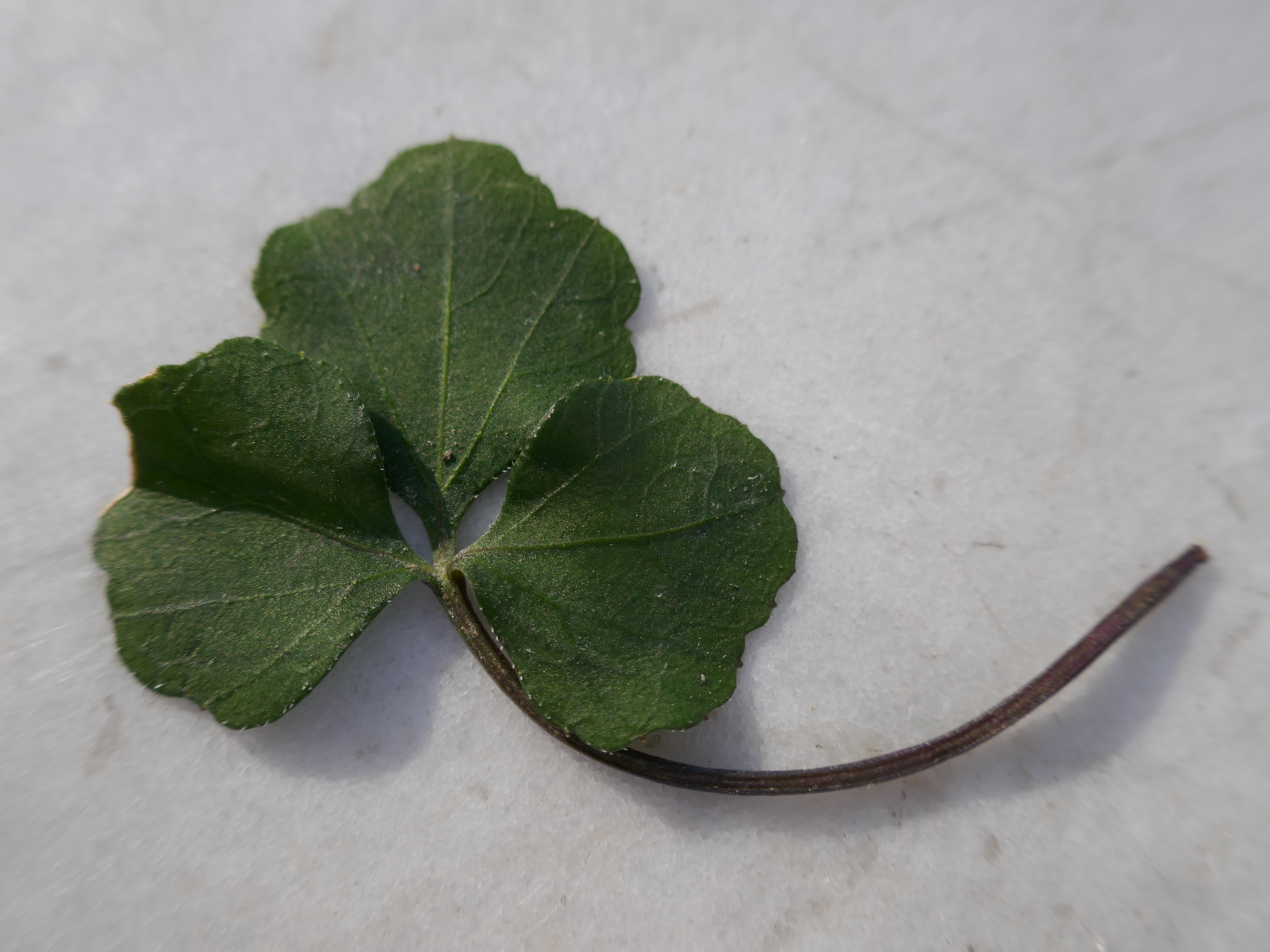
Het klavervormige blad